# Spiroctenus punctatus
Spiroctenus punctatus is een spinnensoort in de taxonomische indeling van de bruine klapdeurspinnen (Nemesiidae).
Spiroctenus punctatus werd in 1916 beschreven door Hewitt.